# Jenny from the Block
Jenny from the Block (česky: Jenny z činžáku) je píseň zpěvačky Jennifer Lópezové, která vyšla v roce 2002 a objevila se i na jejím čtvrtém albu nazvaném This Is Me... Then. V písni společně s López můžeme slyšet dvojici rapperů Styles P a Jadakiss.

## Obsah
V písni se Lópezová pokouší poukázat na jakýsi kontrast mezi tím, kde žila dříve a kde nyní. V textu se prolíná svět krutého newyorského Bronxu se světem známé celebrity.
V songu se zpívá, že i navzdory všem úspěchům, kterých dosáhla, je to pořád ta stejná Jennifer z činžáku.
Ve videoklipu písně je zobrazen její někdejší vztah s hercem Benem Affleckem, což mělo zdůrazňovat její chudobné kořeny. Ironií je, že rappeři Styles P a Jadakiss pocházejí z Yonkers respektive z Queensu.
Na televizní stanici Channel 4 vyprávěla Jennifer Lópezová, jak se dostala na výsluní popularity a přiznala, že od doby, co je známá, ji někdejší přátelé i sousedé z Bronxu zavrhli. Proto raději natáčela videoklip na luxusní jachtě s Benem Affleckem než v jejím rodném městě.
Na kanálu Channel 4 byla tato píseň zvolena desátou nejhorší popovou písní všech dob.
Není tajemstvím, že v refrénu není Jennifer vůbec slyšet, protože při vokálním mixu byly použity vokály z demoverze od zpěvačky Ashanti.

## Umístění ve světě
| Hitparáda (2002/2003)     | Umístění |
| ------------------------- | -------- |
| Argentina                 | 1        |
| Austrálie                 | 5        |
| Rakousko                  | 7        |
| Belgie                    | 7        |
| Brazílie                  | 2        |
| Kanada                    | 1        |
| Chile                     | 2        |
| Dánsko                    | 3        |
| Nizozemsko                | 3        |
| Finsko                    | 18       |
| Francie                   | 5        |
| Německo                   | 7        |
| Řecko                     | 9        |
| Irsko                     | 12       |
| Itálie                    | 4        |
| Japonsko                  | 13       |
| Mexiko                    | 2        |
| Nový Zéland               | 6        |
| Norsko                    | 5        |
| Španělsko                 | 2        |
| Švédsko                   | 7        |
| Švýcarsko                 | 4        |
| Tchaj-wan                 | 2        |
| Velká Británie            | 3        |
| USA - Billboard Hot 100   | 3        |
| Světová rádiová hitparáda | 1        |

| Prodejnost | Počet     |
| ---------- | --------- |
| Celkem     | 2,000,000 |

## Úryvek textu
Don't be fooled by the rocks that I got
I'm still, I'm still Jenny from the block
Used to have a little, now I have a lot
No matter where I go, I know where I came from (from the Bronx!)
Don't be fooled by the rocks that I got
I'm still, I'm still Jenny from the block
Used to have a little, now I have a lot
No matter where I go, I know where I came from (from the Bronx!)